# Chogei
Chogei (長鯨) foi um barco de transporte que pertenceu as tropas leais ao Xogum durante a Guerra Boshin no Japão.